# Tudorji
Tudorji, angleško Tudor dynasty ali House of Tudor, velško Tudur, so bili rodbina petih vladarjev velškega izvora, ki so vladali Angliji med letoma 1485 in 1603. Tudorski monarhi so 118 let vladali Kraljevini Angliji in Irskemu gospostvu (kasneje Kraljevini Irski) s petimi monarhi: Henrik VII. Angleški, Henrik VIII. Angleški, Edvard VI. Angleški, Marija I. Angleška in Elizabeta I. Angleška, so vsak zase močno prispevali k temu, da se je Anglija iz srednjeveške države razvila v močno renesančno silo, ki je v naslednjih stoletjih nadzorovala velik del planeta. Tudorji so nasledili rodbino Plantagenet kot vladarji kraljevine Anglije, nasledila pa jih je rodbina Stuart. Prvi tudorski monarh, Henrik VII., je po materi izhajal iz rodbine Beaufort, legitimne veje angleške kraljeve rodbine Lancaster, kadetske hiše Plantagenetov. Družina Tudor se je povzpela na oblast in začela obdobje Tudorjev po vojnah dveh rož (1455–1487), zaradi katerih je glavna rodbina Lancaster (s katero so bili Tudorji povezani) v moški liniji izumrla.
Henrik VII. (potomec Edvarda III. in sin Edmunda Tudorja, polbrat Henrika VI.) se je uspel predstaviti kot kandidat ne le za tradicionalne lancastrske privržence, temveč tudi za nezadovoljne privržence njihovega tekmeca Plantagenetove kadetske rodbine York, prestol pa je prevzel po osvojitvi. Po zmagi v bitki pri Bosworth Fieldu (22. avgusta 1485) je leta 1486 okrepil svoj položaj z izpolnitvijo zaobljube iz leta 1483, da se bo poročil z Elizabeto Yorško, hčerko kralja Edvarda IV. za združitev nekdanjih vojskujočih se frakcij Lancastra in Yorka pod novo dinastijo (ki jo predstavlja Tudorska vrtnica). Tudorji so razširili svojo oblast izven sodobne Anglije, dosegli popolno združitev Anglije in Kneževine Wales leta 1542 (zakoni v Walesu, akta 1535 in 1542) in uspešno uveljavili angleško oblast nad Kraljevino Irsko (razglašeno z zakonom o kroni Irske 1542). Prav tako so ohranili nominalno angleško zahtevo po Kraljevini Franciji; čeprav nobeden od njih tega ni utemeljil, je Henrik VIII. bojeval vojne s Francijo predvsem zaradi mednarodnih zavezništev, a tudi zaradi uveljavljanja naslova. Za njim je njegova hči Marija I. z obleganjem Calaisa leta 1558 trajno izgubila nadzor nad vsem ozemljem v Franciji.
Tudorski monarhi so skupaj vladali svojim domenam 117 let. Henrik VIII. (vladal 1509–1547) je bil edini sin Henrika VII., ki je dočakal zrelost, in izkazal se je za prevladujočega vladarja. Vprašanja v zvezi s kraljevim nasledstvom (vključno s poroko in nasledstvenimi pravicami žensk) so postala glavne politične teme v obdobju Tudorjev, tako kot angleška reformacija v veri, ki je vplivala na prihodnost krone. Elizabeta I. je bila s 44 leti najdaljši vladar v Tudorju in njena vladavina, znana kot elizabetinsko obdobje, je zagotovila obdobje stabilnosti po kratkih, težavnih vladavinah njenih bratov in sester. Ko je Elizabeta I. umrla brez otrok, jo je njen bratranec iz škotske družine Stuart nasledil v zvezi kron 24. marca 1603. Prvi Stuart, ki je postal angleški kralj (vladal 1603–1625), Jakob VI. in I., je bil pravnuk hčerke Henrika VII. Margarete Tudor, ki se je leta 1503 poročila z Jakobom IV. Škotskim v skladu s pogodbo o večnem miru iz leta 1502.

## Vzpon na prestol
Tudorji so potomci kralja Edvarda III. po materini strani Henrika VII. od Johna Beauforta, 1. grofa Somerseta, enega od nezakonskih otrok angleškega princa iz 14. stoletja Johna Gaunta, tretjega preživelega sina Edvarda III. Beaufortova mati je bila Gauntova dolgoletna ljubica Katherine Swynford.
Potomci nezakonskega otroka angleške kraljevine običajno ne bi imeli pravice do prestola, čeprav sta se Gaunt in Swynford nazadnje poročila leta 1396, ko je bil John Beaufort star 25 let. Cerkev je nato Beaufortove istega leta s papeško bulo retroaktivno razglasila za zakonite, potrjen z aktom parlamenta leta 1397. Kasnejša razglasitev sina Johna Gaunta in njegove prve žene Blanche Lancasterske, kralja Henrika IV., je prav tako priznala legitimnost Beaufortov, vendar je linijo razglasila za neprimerno za prestol.
Kljub temu so Beauforti med državljanskimi vojnami, znanimi kot vojne dveh rož, ostali tesno povezani z Gauntovimi potomci iz njegovega prvega zakona, rodbino Lancaster. Vendar poreklo Beaufortov ni nujno pomenilo prestolonaslednika Henrika Tudorja (Henrik VII.), niti dejstvo, da je bila njegova babica po očetovi strani, Katarina Valoiška, angleška kraljica zaradi svojega prvega zakona s Henrikom V. (čeprav, zaradi tega je Henrik VII. postal nečak Henrika VI.).
Legitimna zahteva je bila žena Henrika Tudorja, Elizabeta Yorška, kot hči Edvarda IV. in potomka drugega sina Edvarda III., Lionela, vojvode Clarencea, in tudi njegovega četrtega sina, Edmunda, vojvode Yorškega. Ker ni imela preživelih bratov, je imela Elizabeta najmočnejšo pravico do krone kot de facto dedinja hiše York, toda čeprav je postala soproga kraljica, ni vladala kot vladajoča kraljica; kajti zadnji poskus ženske, da bi sama vladala, se je končal v katastrofi, ko sta se mati Henrika II., cesarica Matilda, in njen bratranec Štefan Bloiški ogorčeno borila za prestol v 12. stoletju.

## Tudorski monarhi so bili:
- Henrik VII. (1485–1509)
- njegov sin, Henrik VIII. (1509–1547)
- njegov sin, Edvard VI. (1547–1553)
- njegova starejša polsestra, Marija I. (1553–1558)
- njena mlajša polsestra, Elizabeta I. (1558–1603)
- Lady Jane Grey, pravnukinja Henrika VII., je tudi vladala kot kraljica devet dni, preden jo je Marija I. odstavila in kasneje dala usmrtiti.

## Tudorsko ime
Tewdur ali Tudor izhaja iz besed tud - 'ozemlje' in rhi - 'kralj'. Owen Tudor ga je vzel za priimek, ko je postal vitez. Dvomljivo je, ali so tudorski kralji uporabljali to ime na prestolu. Za kralje in prince ni veljalo, da potrebujejo ime, ime Tudor za kraljevo družino v 16. stoletju komajda poznajo. Kraljevi priimek ni bil nikoli uporabljen v uradnih publikacijah in komajda v 'zgodovinah' različnih vrst pred letom 1584. ... Monarhi niso želeli objavljati svojega porekla po očetovi liniji valižanskega pustolovca, temveč so poudarjali kontinuiteto z zgodovinsko angleško in francosko kraljevo družino. Njihovi podložniki o njih niso razmišljali kot o 'Tudorjih' ali o sebi kot o 'ljudstvu Tudorjev'. Princi in princese bi bili znani kot 'Angleški'. Srednjeveška praksa pogovornega klicanja princev po njihovem kraju rojstva (npr. Henrik iz Bolingbroka za Henrika IV. ali Henrik iz Monmoutha za Henrika V.) ni sledil. Henrik VII. je bil pred prevzemom prestola verjetno znan kot 'Henrik Richmondski'. Ko ga je Richard III. imenoval 'Henry Tudor', je želel poudariti njegovo valižansko poreklo in neprimernost za prestol v nasprotju z njim samim, 'Richardom Plantagenetom', »pravim« potomcem kraljeve linije.